# Sören Meißner
Sören Meißner (* 12. Februar 1990) ist ein deutscher Schwimmsportler, der die langen Freistilstrecken im Becken wie im Freiwasser bevorzugt. Gegenwärtig tritt er für den SV Würzburg 05 an.

## Karriere
2011 wechselte der Berliner Meißner aus seiner Heimatstadt, wo er in einer Trainingsgruppe mit Britta Steffen unter Trainer Norbert Warnatzsch schwamm, nach Würzburg zu Stefan Lurz. Bald stellten sich Erfolge ein. 2013 gewann er sowohl bei den Deutschen Langbahnmeisterschaften als auch auf der Kurzbahn die Titel jeweils über 800 m und über 1500 m. Auf der Kurzbahn wurde er 2014 jeweils von Florian Vogel entthront und wurde über beide Strecken Vizemeister.
Bei den Deutschen Freiwassermeisterschaften 2014 belegte er über 5 Kilometer den vierten Platz.
Die größten Erfolge seiner Karriere errang er mit der Mixed-Staffel über 4 × 1,25 km im Freiwasser, wo er das Team jeweils mit einer starken Leistung unterstützte. Bei den Europameisterschaften 2018 in Glasgow wurde das Team Vizeeuropameister. Ein Jahr später gelang der gemischten Staffel (2 Frauen und 2 Männer) der Sieg bei den Weltmeisterschaften in Gwangju (Freiwasserwettkämpfe in Yeosu).